# Lena Riceová
Helena Bertha Graceová Riceová, Lena Riceová (21. června 1866 – 21. června 1907) byla irská tenistka, do současnosti jediná Irka, která zvítězila ve wimbledonské dvouhře.

## Osobní život
Narodila se v irském Marlhillu jako druhá nejmladší ze sedmi sourozenců Rice a Anny Gordeových. Měla dva bratry Henryho a Springa a čtyři sestry Bess, Connie, Annie a Lucy. Tenis začala hrát spolu s Annie doma na rozlehlé zahradě. Poté se stala členkou tenisového oddílu Cahir Lawn Tennis Club, který měl čtyři kurty a dvě travnatá hřiště na kriket. Jejími silnými údery se staly podání a forhend.
Prvním turnajem se stalo mistrovství Irska v tenise pořádané oddílem Fitzwilliam Lawn Tennis Club v květnu 1889. V semifinále nestačila na pětinásobnou wimbledonskou vítězku Blanche Hillyardovou, se kterou prohrála těsně ve dvou setech. Porážku jí vrátila ve smíšené čtyřhře, kterou vyhrála s Willoughby Hamiltonem, když ve finále porazili pár Hillyardová–Henry Stone 6–4, 5–7, 6–4.
V červnu téhož roku se probojovala do finále turnaje Lawnsdowne Handicap Challenge. Poté se společně se sestrou Annie přesunuly do Anglie, kde se obě poprvé zúčastnily Wimbledonu. Lena se dostala do finále, kde v téměř dvouhodinovém zápase nestačila na Hillyardovou, přestože proti ní měla tři mečboly. Konečný výsledek byl 4–6, 8–6, 6–4. Podobně napínavé ženské finále bylo poté v historii Wimbledonského turnaje k vidění ještě dvakrát. Poprvé v roce 1919, kdy Dorothea Douglassová Chambersová nastoupila proti Suzanne Lenglenové. Toto finále je nejdelším wimbledonským ženským finálem až do současnosti, v němž bylo odehráno 44 gamů. I přes dva mečboly Lambertové Chambersové za stavu 6–5 ve 3. setu nakonec triumfovala Lenglenová výsledkem 8–10, 6–4, 9–7. Druhý takový zápas se odehrál v ročníku 2005, ve kterém Lindsay Davenportová neproměnila mečbol proti Venus Williamsové a zápas ztratila v rozhodujícím setu 9–7.
Následujícího roku 1890 se na turnaji Irish Fitswilliam Championships probojovala do finále, kde prohrála s Louisou Martinovou. Největšího úspěchu však dosáhla na následujícím turnaji ve Wimbledonu, kde ve finále ženské dvouhry porazila Britku Mayu Jacksovou. V den vítězství jí bylo 24 let a 14 dní. Poměr vítězných míčů byl 58:42 ve prospěch Irské hráčky.
Okamžitě po wimbledonském vítězství ukončila tenisovou kariéru. Poté žila v Marlhillu a nikdy se nevdala. Zemřela 21. června 1907 ve věku 41 let na tuberkulózu.

## Finálová utkání na Grand Slamu

### Vítězka (1)
| Rok  | Turnaj    | Finalistka   | Výsledek |
| 1890 | Wimbledon | May Jacksová | 6–4, 6–1 |

### Finalistka (1)
| Rok  | Turnaj    | Vítězka                        | Výsledek      |
| 1889 | Wimbledon | Blanche Bingleyová Hillyardová | 4–6, 8–6, 6–4 |